# 奥脇太郎左衛門
奥脇 太郎左衛門（おくわき たろうざえもん、? - 天和元年2月25日（1681年4月13日））は、江戸時代前期の一揆指導者。

## 経歴・人物
甲斐国都留郡新倉村の百姓。谷村藩主秋元喬知の厳しい年貢の取立てに耐え兼ね、延宝9年（1681年）農民代表7名で江戸町奉行に直訴。
訴えは認められず、磔となった秋山村関戸左近に続き他の5人と共に死罪に処された。昭和9年（1934年）、山梨県富士吉田市の大正寺に記念碑が建立されている。